# Balassa Péter-díj
A Balassa Péter-díj művészeti – irodalmi, zenei, képzőművészeti és filmes – területen elért esszé- és tanulmányírói teljesítményért adományozható. A díjat, mely 200 000 forint jutalommal jár, évente egy-egy embernek ítélik oda 2006 óta.
A díj névadója, Balassa Péter 2003. június 30-án hunyt el. A József Attila-díjas esztétát, egyetemi tanárt életének 57. évében, hosszan tartó súlyos betegség után érte a halál.
Bozóki András kulturális miniszter a díj alapításáról elmondta, szükségesnek érezte, hogy az a hagyomány, mely áthágva a megszokott műfaji határokat, az esszéisztikus írással a szépirodalom és a kritika határterületeit térképezi fel, s az a tanítási mód, ahogyan Balassa Péter a tanítványait, közöttük őt magát is, kezelte, megőrződhessen. Ezért gondolta azt, hogy egy új alkotói elismerést teremt ezen a területen, amelyet az eddigi állami elismerések szinte figyelmen kívül hagytak.
A kuratórium tagjai:
- Almási Miklós, az ELTE esztétika szakának professzora
- B. Gáspár Judit, pszichológus, Balassa Péter özvegye
- Ferencz Győző, az ELTE tanára, költő, irodalomtudós
- Nádas Péter, író és
- Poszler György, az ELTE esztétika szakának professzora

## Díjazottak
- 2016 – Szilágyi Zsófia irodalomtörténész, kritikus
- 2014 – Szirák Péter irodalomtörténész
- 2012 – Keresztesi József szerkesztő, kritikus
- 2011 – Vári György, irodalomtörténész[2]
- 2010 – Beck András, esztéta, irodalomkritikus
- 2009 – Takáts József, irodalom- és eszmetörténész[3]
- 2008 – Thomka Beáta, irodalmár, a JPTE tanszékvezető egyetemi tanára
- 2007 – Bán Zsófia, irodalmár, az ELTE egyetemi docense
- 2006 – Takács Ferenc, kritikus, műfordító, irodalomtörténész, az ELTE Anglisztikai Tanszékének docense, a Magyarországi James Joyce Társaság elnöke